# Lupocyclus
Lupocyclus is een geslacht van kreeftachtigen uit de klasse van de Malacostraca (hogere kreeftachtigen).

## Soorten
- Lupocyclus inaequalis (Walker, 1887)
- Lupocyclus mauriciensis Ward, 1942
- Lupocyclus mauritianus Ward, 1942
- Lupocyclus philippinensis Semper in Nauck, 1880
- Lupocyclus quinquedentatus Rathbun, 1906
- Lupocyclus rotundatus Adams & White, 1849
- Lupocyclus sexspinosus Leene, 1940
- Lupocyclus tugelae Barnard, 1950